# Franz Hilgendorf

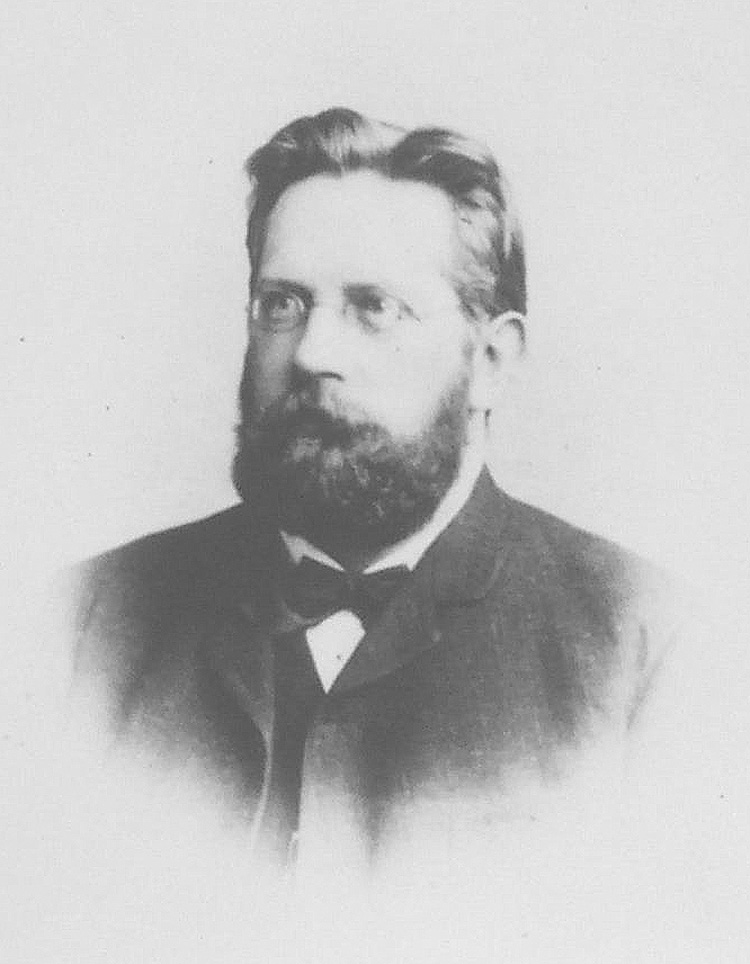
Franz Hilgendorf

Franz Martin Hilgendorf (* 5. Dezember 1839 in Neudamm (Mark Brandenburg); † 5. Juli 1904 in Berlin) war ein deutscher Zoologe und Paläontologe.

## Leben
Franz Hilgendorf wurde am 5. Dezember 1839 in Neudamm (Mark Brandenburg) geboren. Er besuchte von 1851 bis 1854 das Gymnasium in Königsberg (Neumark) und danach das Gymnasium „Zum Grauen Kloster“ in Berlin, das er 1858 mit dem Abitur abschloss. Während der Schulzeit ging er naturwissenschaftlichen Studien in der näheren Umgebung nach. Im Oktober 1859 immatrikulierte er sich an der Universität Berlin im Fach Philologie. Dort war er an der Begründung der Burschenschaft Brandenburgia (seit 1875 Arminia) beteiligt. Nach vier Semestern wechselte er nach Tübingen, wo er während des Sommers 1862 Friedrich August von Quenstedt zu einer Grabung in das Steinheimer Becken begleitete. Im Mai 1863 wurde Hilgendorf mit seiner Arbeit „Beiträge zur Kenntnis des Süßwasserkalkes zu Steinheim“ promoviert. Seine Studien setzte er am Zoologischen Museum Berlin fort. Er arbeitete im chemischen Laboratorium und erlernte die Grundlagen der Museologie.

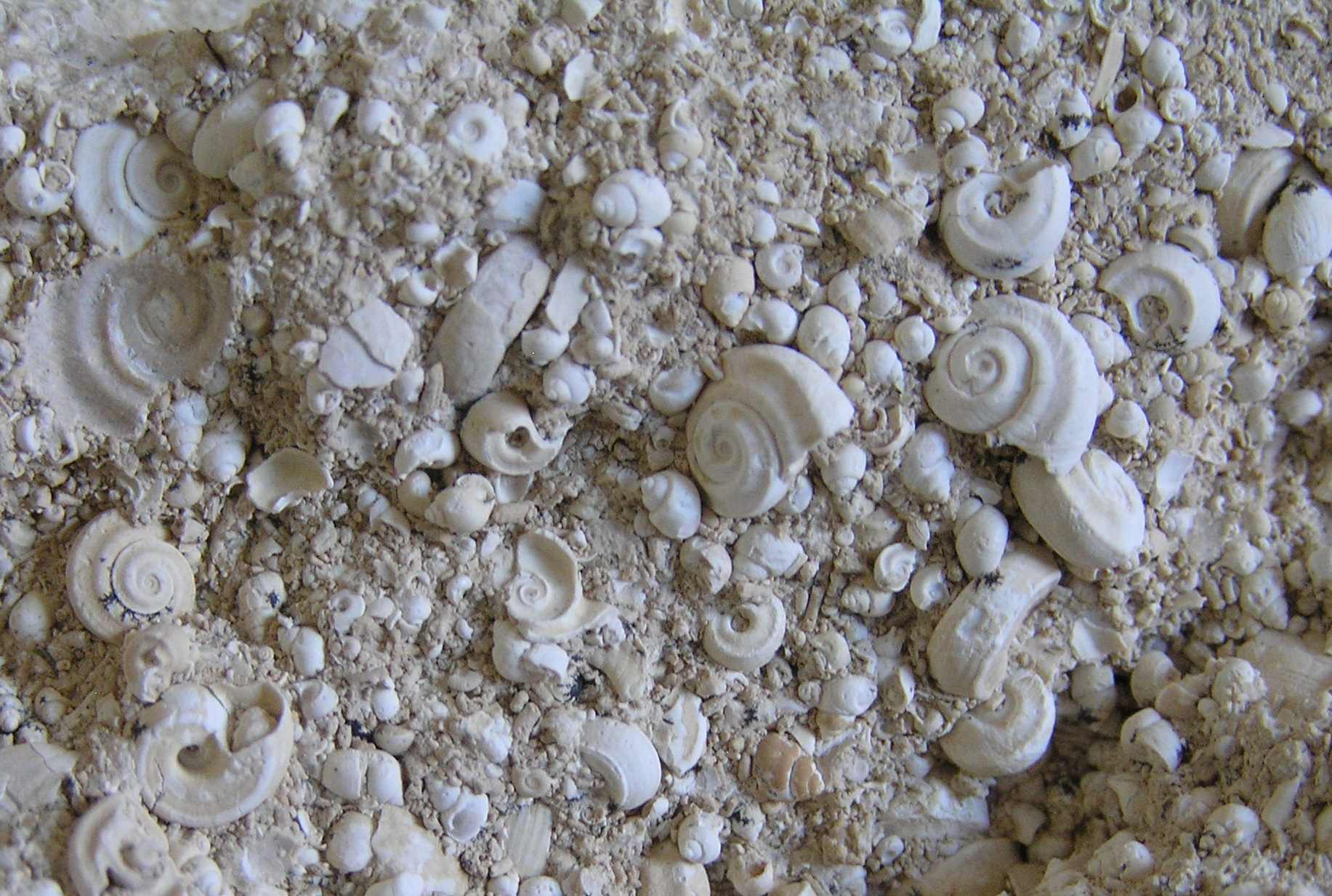
Steinheimer Schneckensand

Mit Untersuchungen an fossilen Schnecken der Art Planorbis multiformis (heute: Gyraulus trochiformis Stahl) aus dem Steinheimer Becken gelang ihm der erste paläontologische Beleg der Darwinschen Evolutionstheorie (stetiger Übergang einer Art in eine andere)

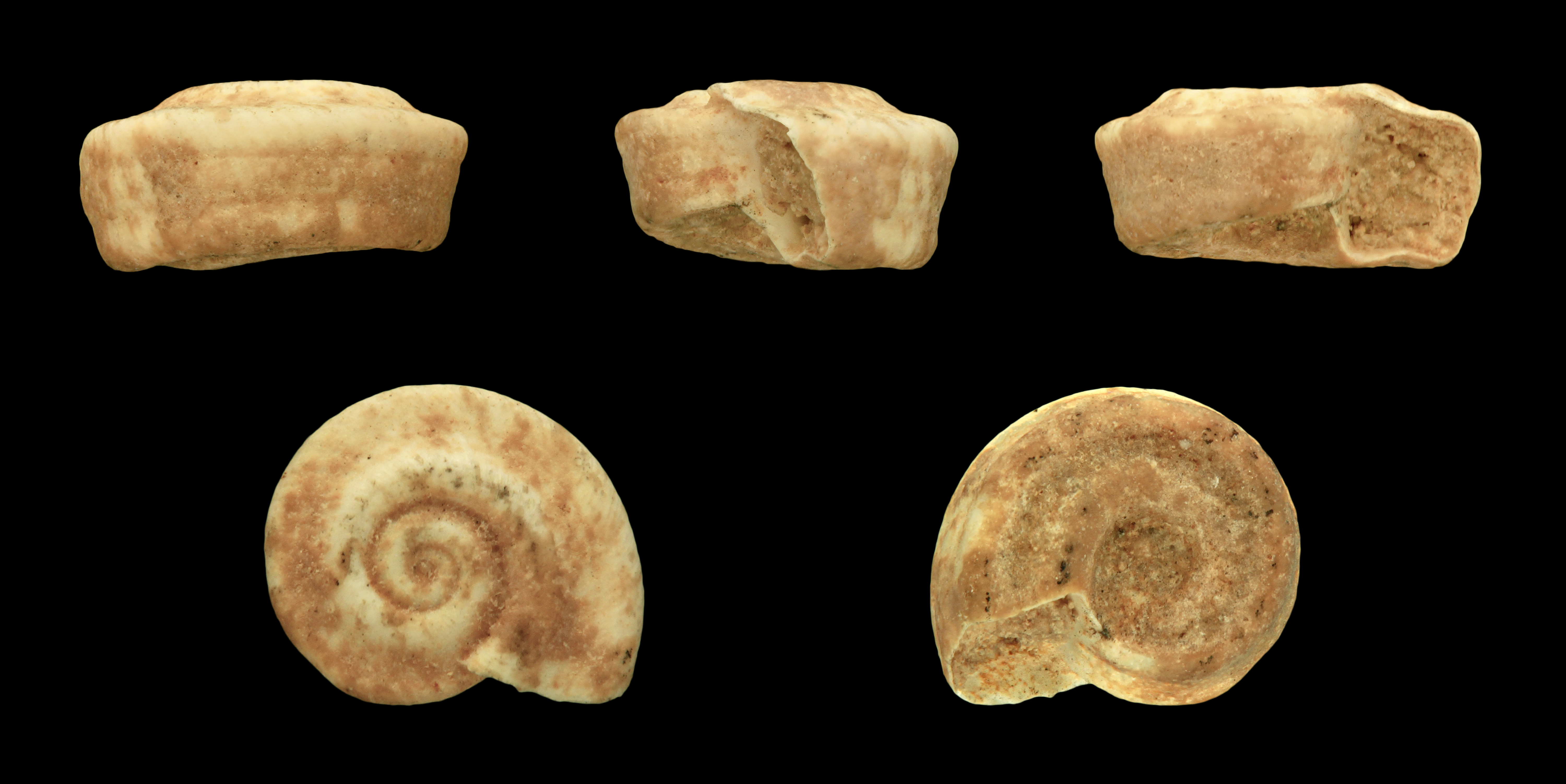
Gyraulus trochiformis forma planorbiformis
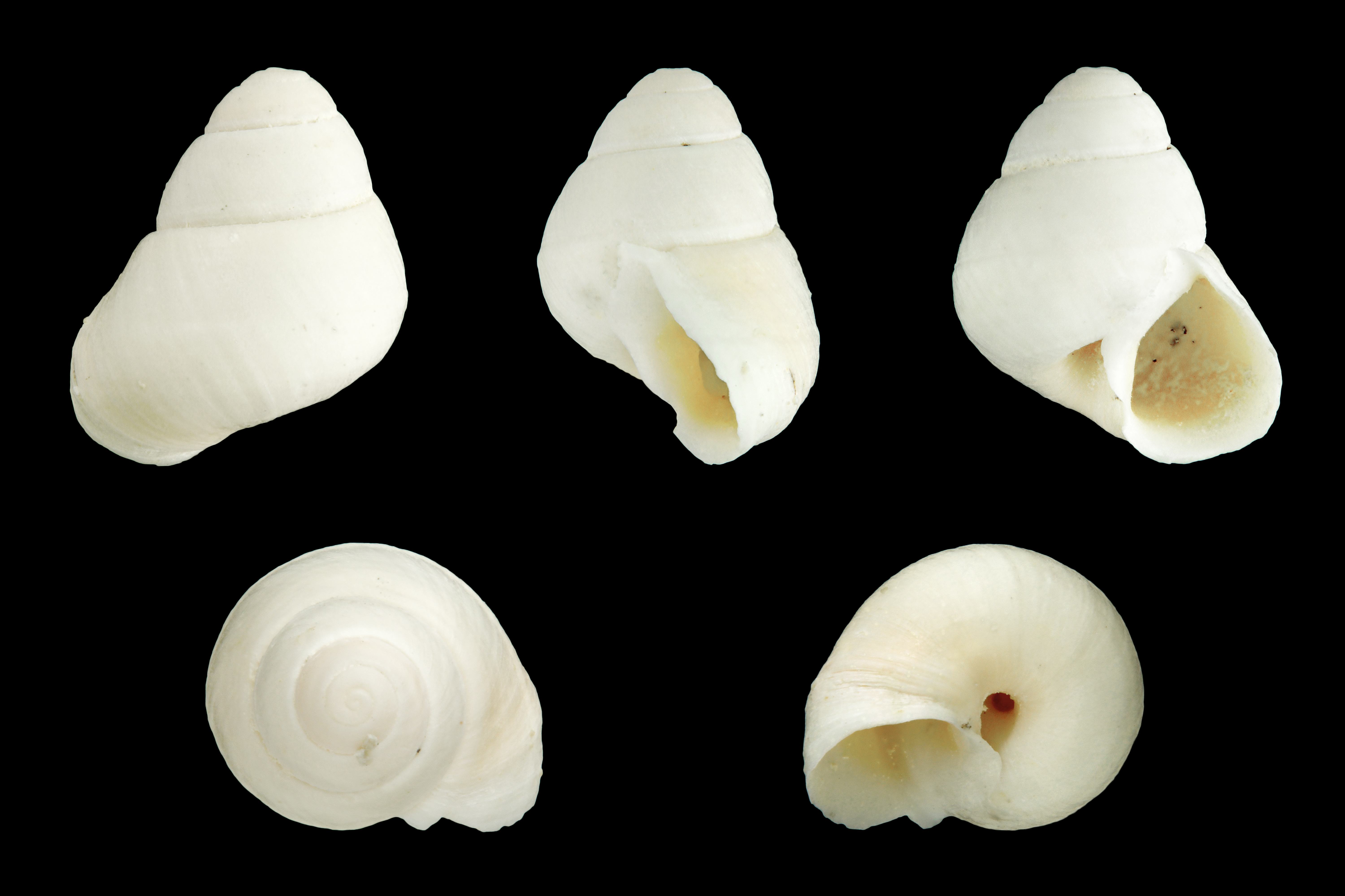
Gyraulus trochiformis forma trochiformis

Ab Januar 1868 wurde Hilgendorf als Nachfolger Brehms mit der Leitung des Zoologischen Gartens Hamburg nebst Aquarium betraut, blieb aber nur bis zum 1. November 1870. Ab April 1871 bis 31. Dezember 1872 arbeitete er als Bibliothekar der Deutschen Akademie der Naturforscher Leopoldina, der er ab 1877 als Mitglied angehörte, sowie als Privatdozent am Polytechnikum in Dresden. 1873 erhielt er auf Empfehlung des preußischen Kultusministeriums den Ruf als Dozent an die Kaiserlich Medizinische Akademie von Tokio, wo er die folgenden drei Jahre tätig war. In Tokio gründete er die Deutsche Gesellschaft für Natur- und Völkerkunde Ostasiens mit, in deren Zeitschrift er von 1873 bis 1876 mehrere Arbeiten zur japanischen Fauna veröffentlichte. Im Dezember 1876 kehrte Hilgendorf aus Japan zurück und wurde Assistent von Peters am Berliner Museum für Naturkunde in der Abteilung Würmer und Krebse. Im Jahr 1880 wurde er als Kustos eingestellt und heiratete noch im selben Jahr Julia Anthing, mit der er drei Kinder großzog. Seine Frau starb früh im Jahr 1899. 1883 übernahm er die Abteilung Fische, die er ab 1896 ausschließlich, bis zu seinem Lebensende, als Konservator betreute.
Hilgendorf litt an einer Magenkrankheit, die ihn ab Sommer 1903 arbeitsunfähig machte und der er am 5. Juli 1904 erlag.

## Anmerkung
1. ↑   Die Folgerungen aus der Arbeit waren umstritten. Noch 1920 gelangte Wilhelm Lubosch (Anatom in Würzburg) vom selben Material aus zu ganz anderen Folgerungen ("Aszendenz- statt Deszendenzlehre"): Das Problem der tierischen Genealogie. Nebst einer Erörterung des genealogischen Zusammenhanges der Steinheimer Schnecken.- Arch. mikrosk. Anat. 94: 459-499.

## Werke (überPlanorbis multiformis)
- Planorbis multiformis im Steinheimer Süßwasserkalk. Ein Beispiel von Gestaltveränderung im Laufe der Zeit. Monatsberichte der Königlichen Akademie der Wissenschaften Berlin, 1866.
- Brief an E. von Martens. Zeitschrift Deutschen Geologischen Gesellschaft 27, 1875
- Noch einmal Planorbis multiformis. Zeitschrift Deutschen Geologischen Gesellschaft 29, 1877
- Neue Forschungen in Steinheim. Zeitschrift Deutschen Geologischen Gesellschaft  29, 1877.
- Neue Untersuchungen über Planorbis multifornis. Tageblatt der Naturforschenden Versammlung München, 1877
- Zur Streitfrage des Planorbis multiformis. Sitzungsberichte der Gesellschaft naturforschender Freunde Berlin, 1877.
- Zur Streitfrage des Planorbis multiformis.  Kosmos 1879
- Besprechung der neu erschienenen Schrift: The genesis of the tertiary species of Planorbis at Steinheim by A. Hyatt. Sitzungsberichte der Gesellschaft naturforschender Freunde Berlin, 1881.
- Der Übergang des Planorbis multiformis trochiformis zum Planorbis multiformis oxystomus. Archiv für Naturgeschichte 67. Beiheft (Festschrift für Eduard von Martens) Berlin, 1901